# Petrus Damasius de Coninck
Petrus Damasius de Coninck (Brugge, 1600 - Brussel, 1662) was een Zuid-Nederlands augustijn en theoloog.

## Levensloop
De Coninck trad in de Orde van Eremijten van Sint-Augustinus. Hij promoveerde in 1628 aan de Universiteit Leuven tot doctor in de godgeleerdheid. In 1655 werd hij verkozen tot Zuid-Nederlands provinciaal van zijn orde.

## Publicaties
- Basilii Pontii de sacramento  confirmationis, liber singularis, 1642.
- B. Alphonsode Orosco, ord. erem. S. Aug. certamen bonum consummatum et coronatum, 1645.
- Aegidii columnae romani, Aug. Pameliae generalis et archiep. Bituricencis quodlibeta similter correcta, 1646.